# Église Saint-Hippolyte de Besançon
Pour les articles homonymes, voir Église Saint-Hippolyte.
L'église Saint-Hippolyte de Besançon, populairement appelée église de Velotte, est un édifice religieux chrétien situé dans le quartier de Velotte, à Besançon (Doubs).

## Histoire
La paroisse de Velotte apparaît dans des textes à partir du milieu du XIe siècle. Cependant, cette église fut probablement bâtie au cours du XVIIIe siècle dans un style roman, et fut rattachée récemment à l'Archidiocèse de Besançon sous le nom de communauté de Saint-Hippolyte. Le bâtiment comprend un clocher mesurant environ 17 mètres de haut coiffé d'une croix et d'un coq gaulois, ainsi qu'un seul transept sur le côté droit. L'édifice peut accueillir environ une centaine de fidèles, et comporte tribune se situant à l'entrée pouvant elle accueillir pas plus d'une dizaine de personnes.
L'intérieur du bâtiment est orné par trois tableaux, dont deux monumentaux. L'église comporte également un petit orgue, un tabernacle en bois, un crucifix ainsi qu'un cadran solaire à l'extérieur. Une plaque commémorative, situé à l'entrée de l'église, rappelle les noms des habitants du quartier morts durant les guerres. La communauté possède également un petit bâtiment annexe construit durant les années 1980, qui accueille parfois les kermesses et les fêtes du quartier.

## Galerie

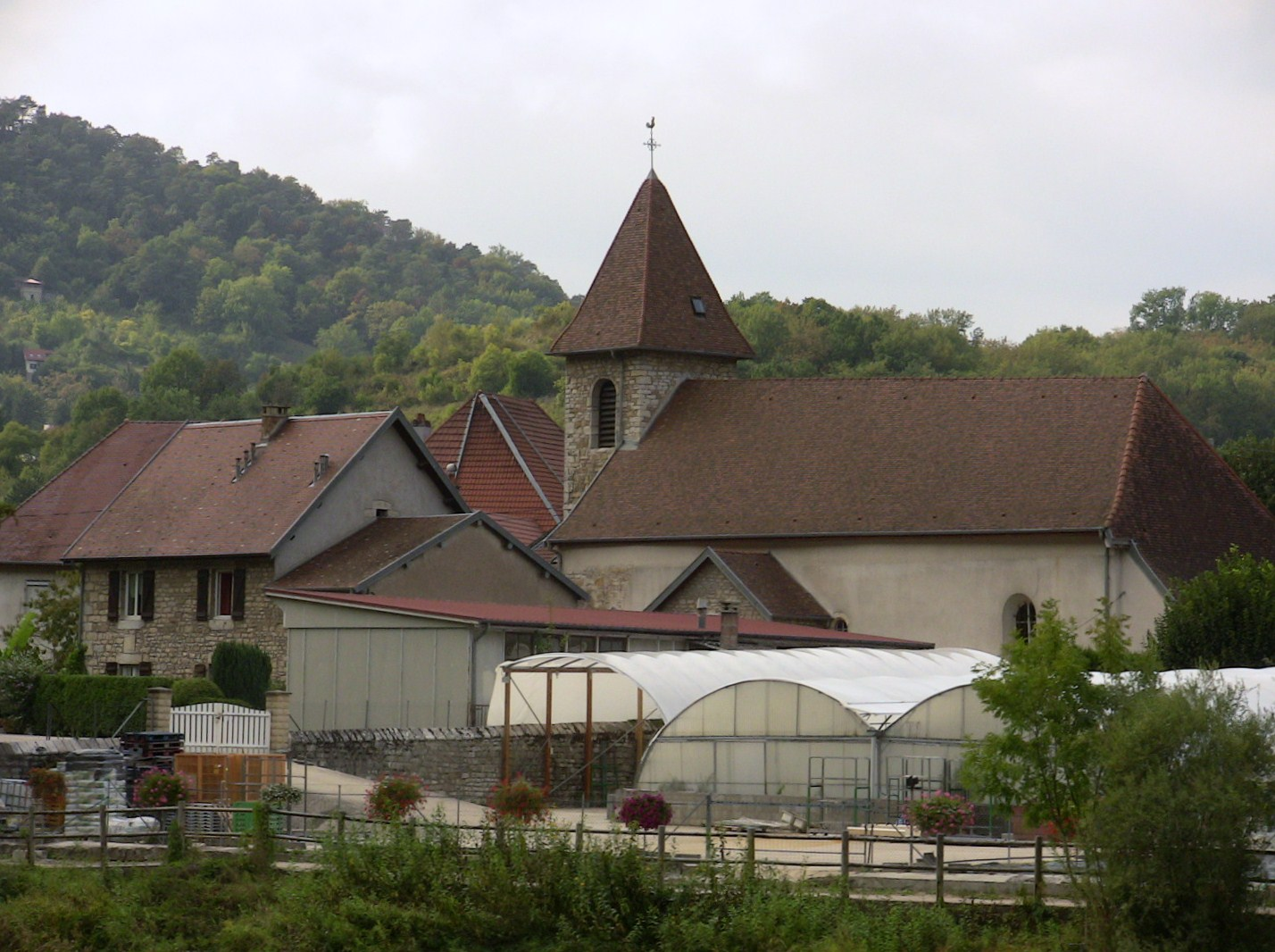
Vue de l'édifice depuis la route de Lyon.
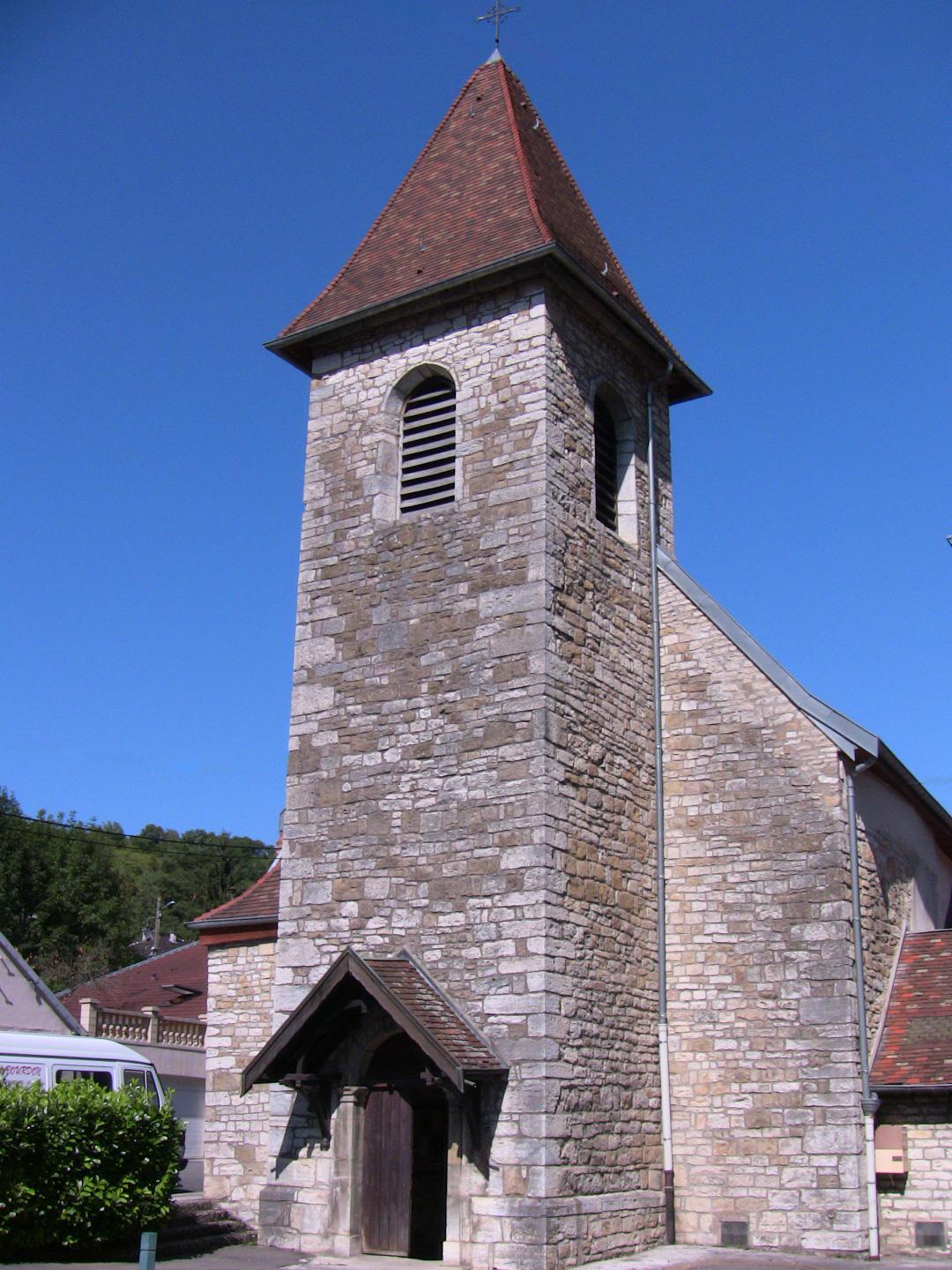
Façade principale et clocher de l'église.
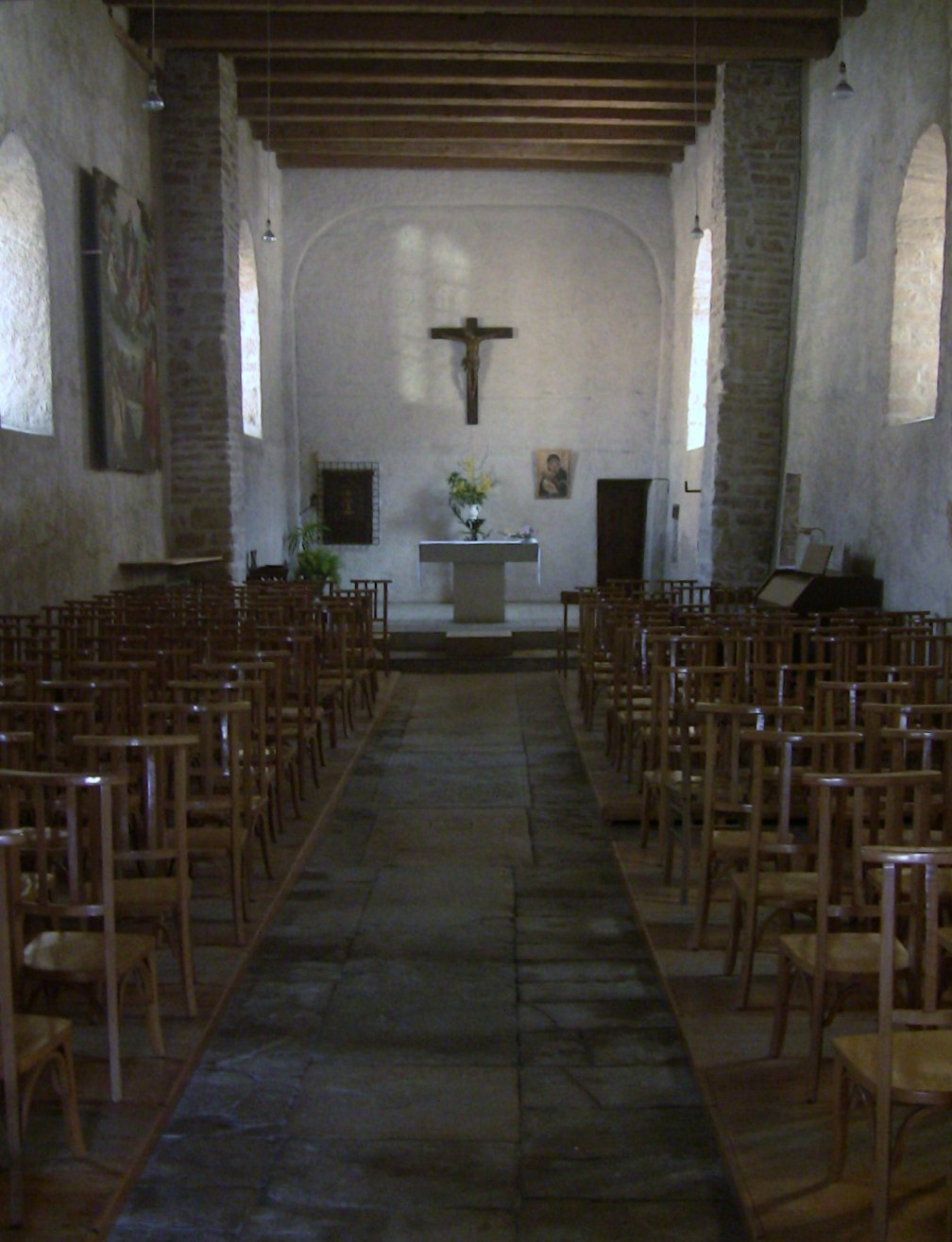
L'intérieur de l'église depuis l'entrée.
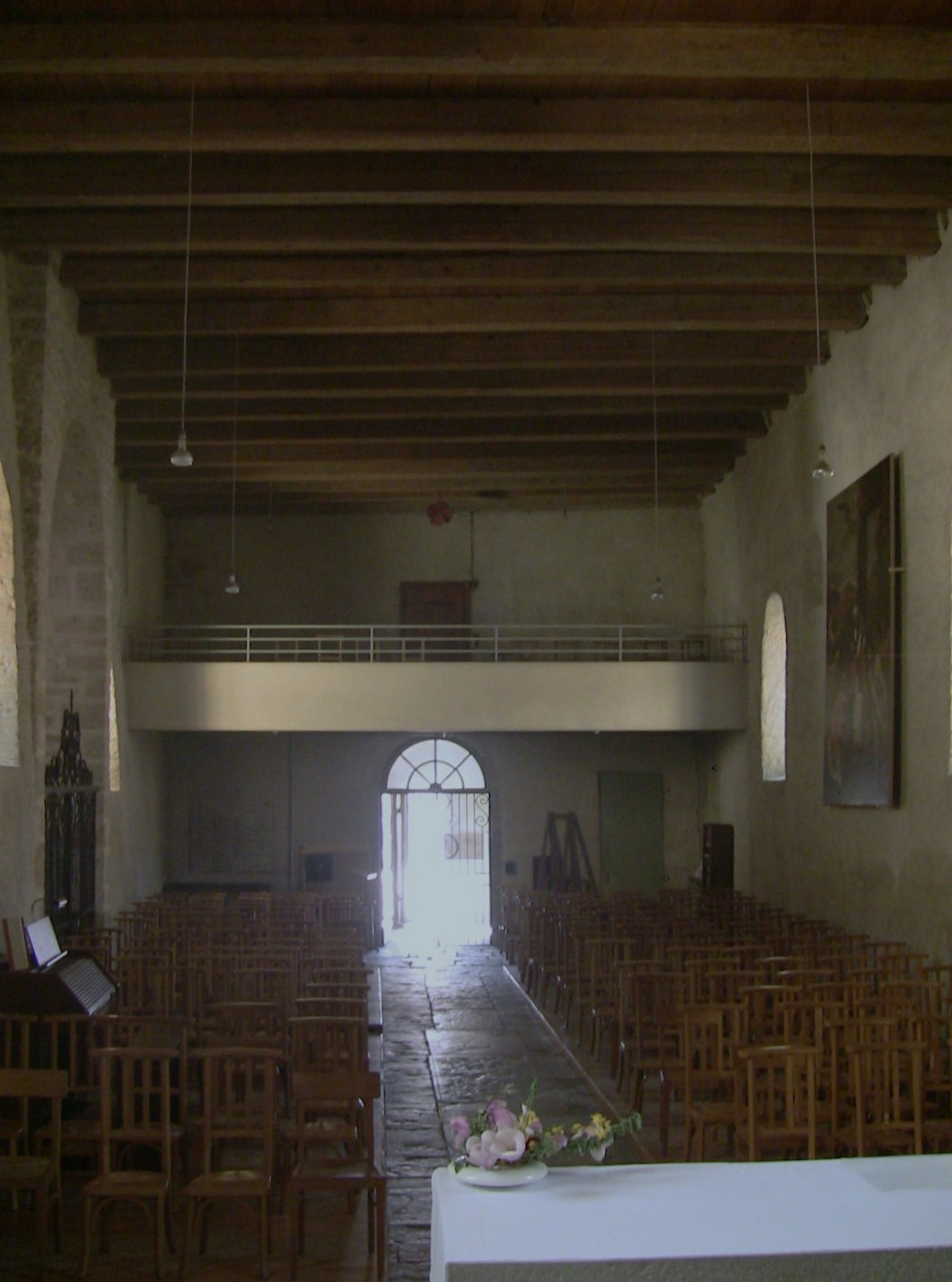
L'intérieur de l'église depuis le chœur.
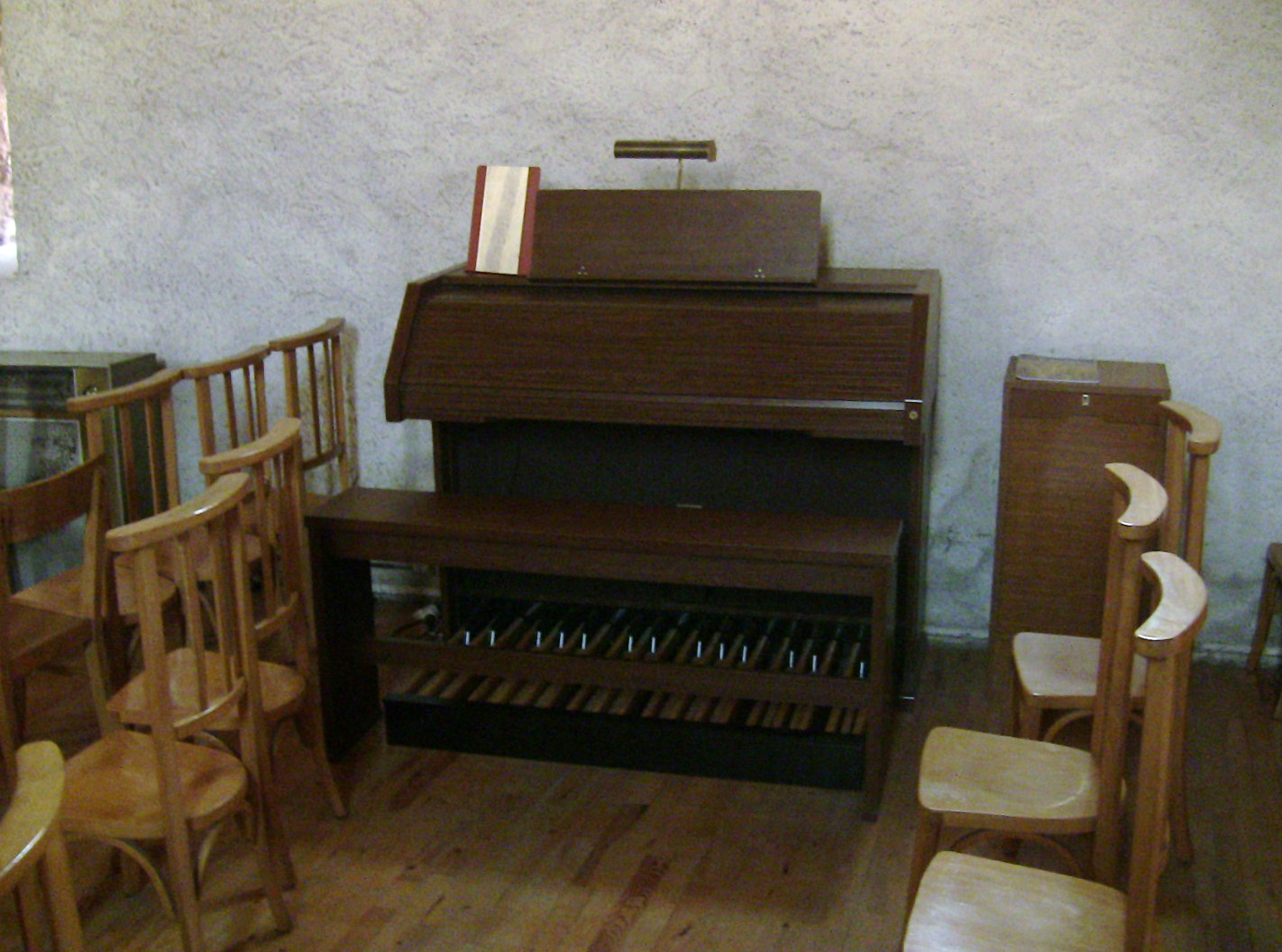
L'orgue du bâtiment.
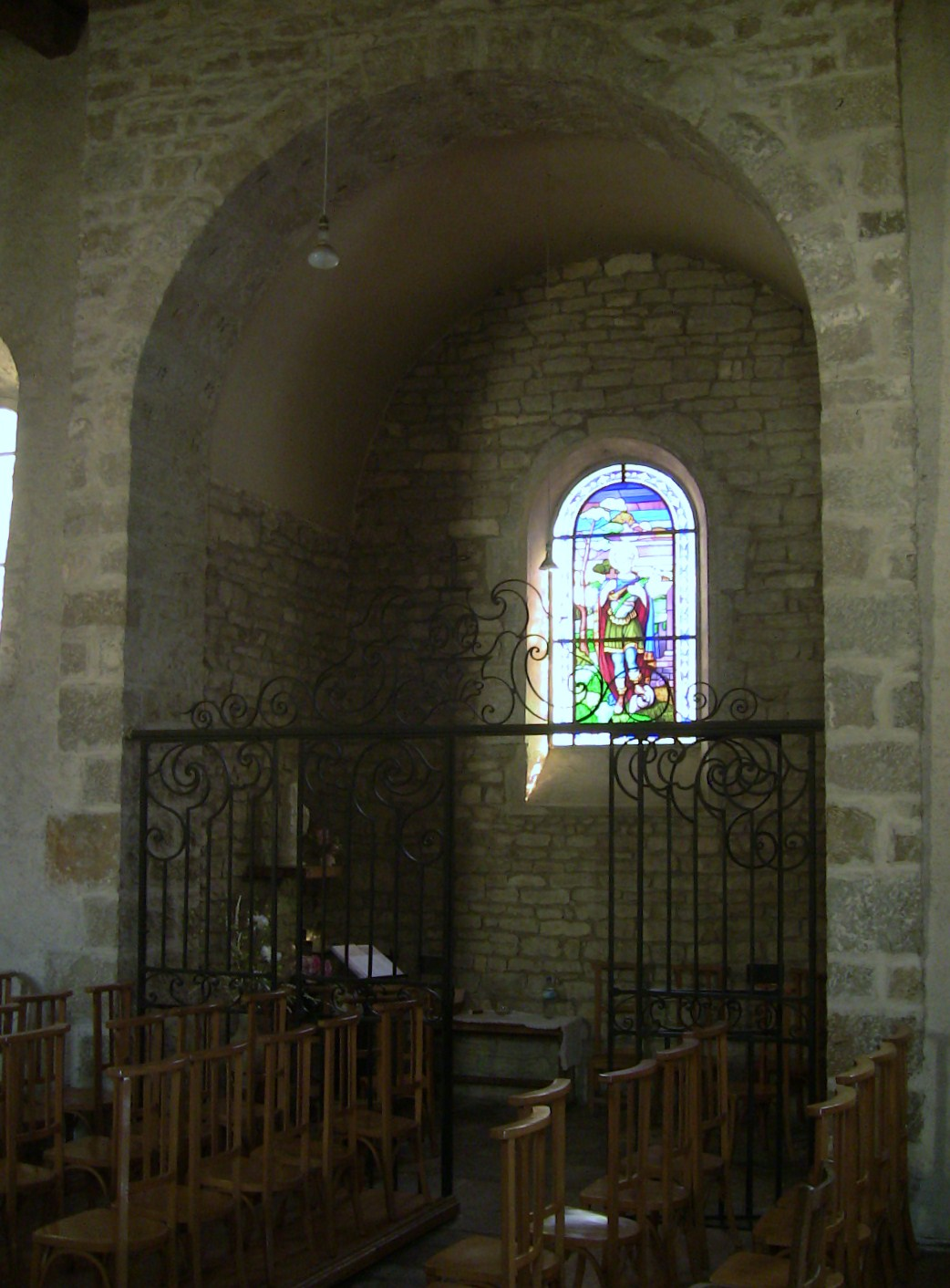
Vue générale du transept.
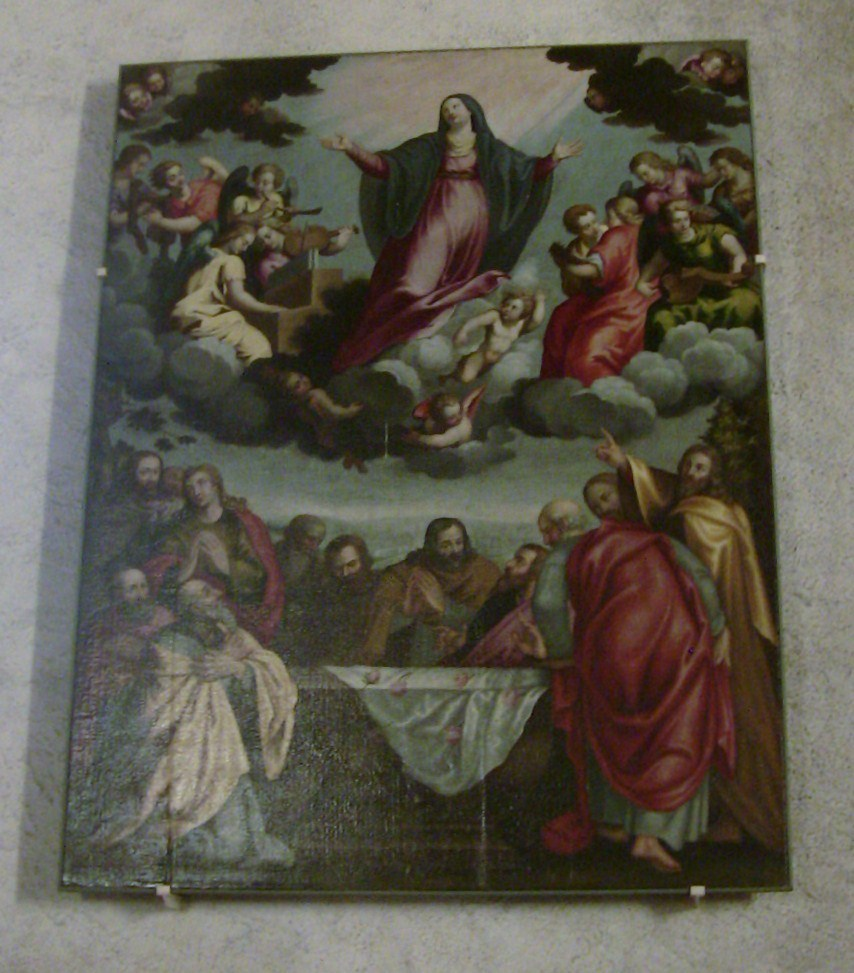
L'un des deux tableaux monumentaux.
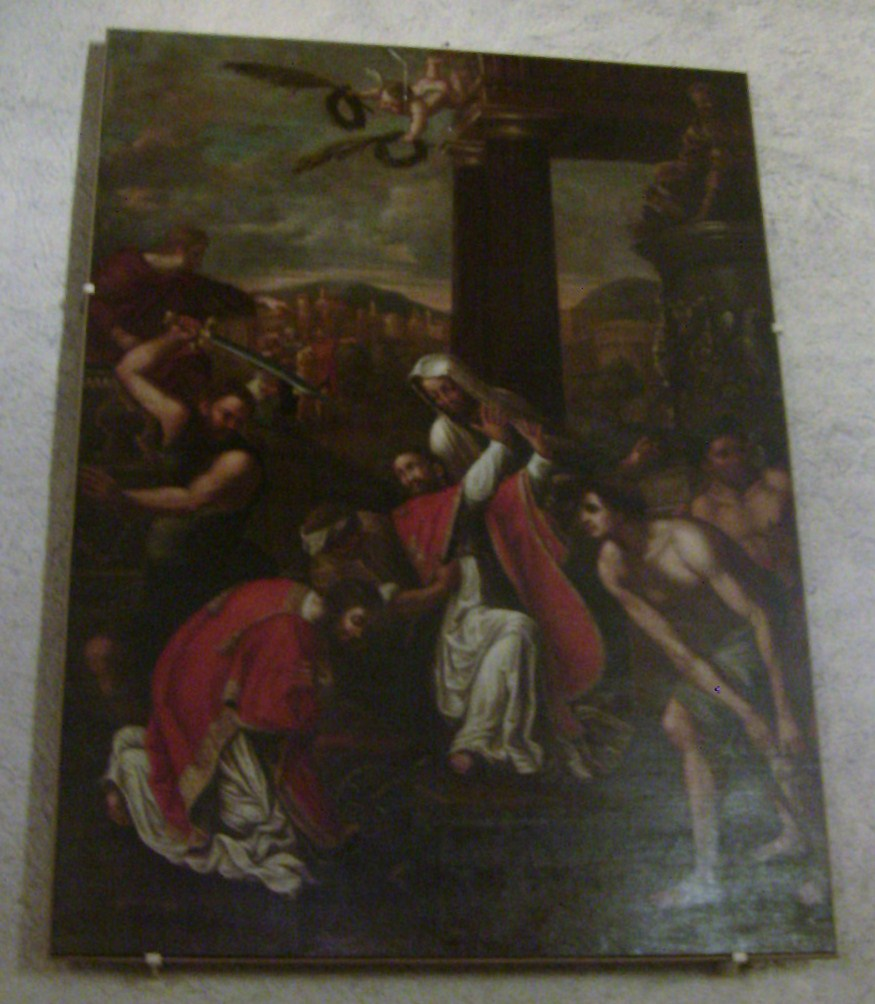
Le second tableau monumental.
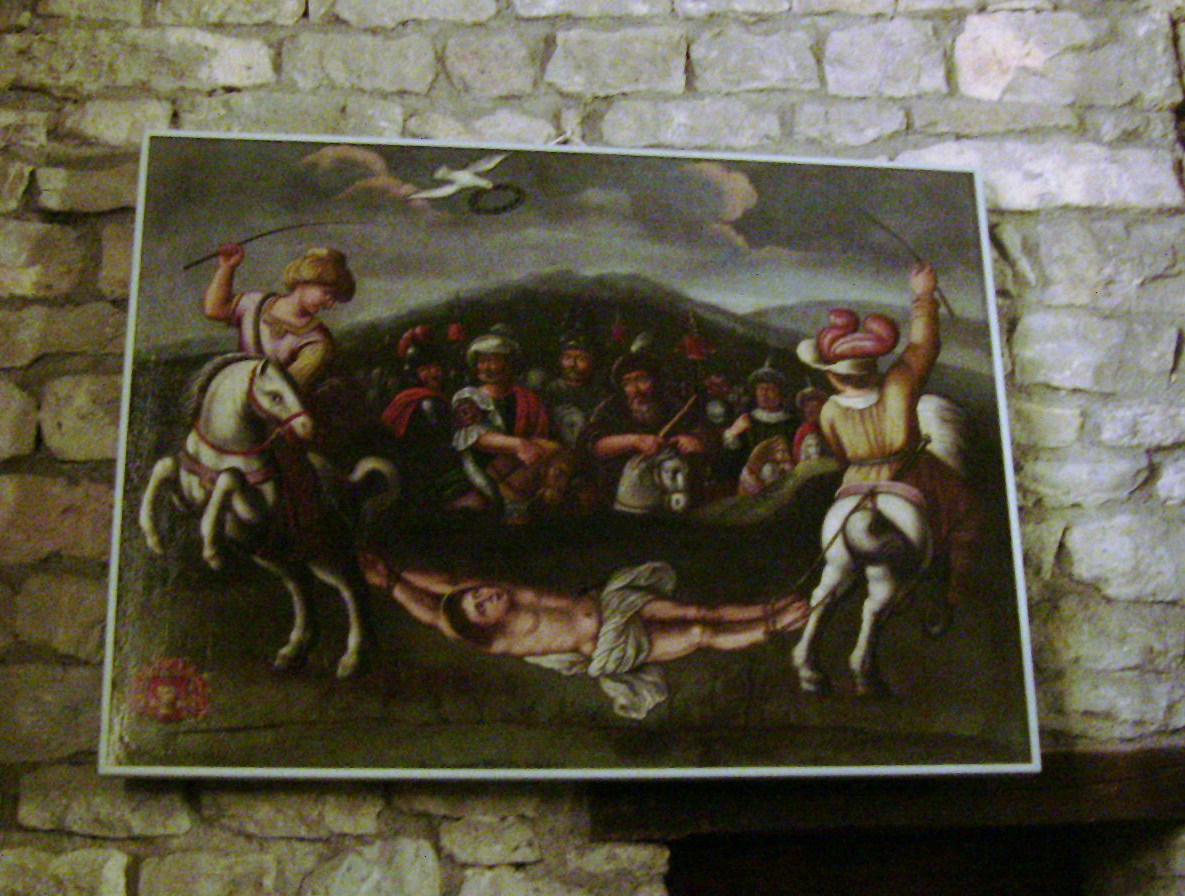
Le tableau du transept.
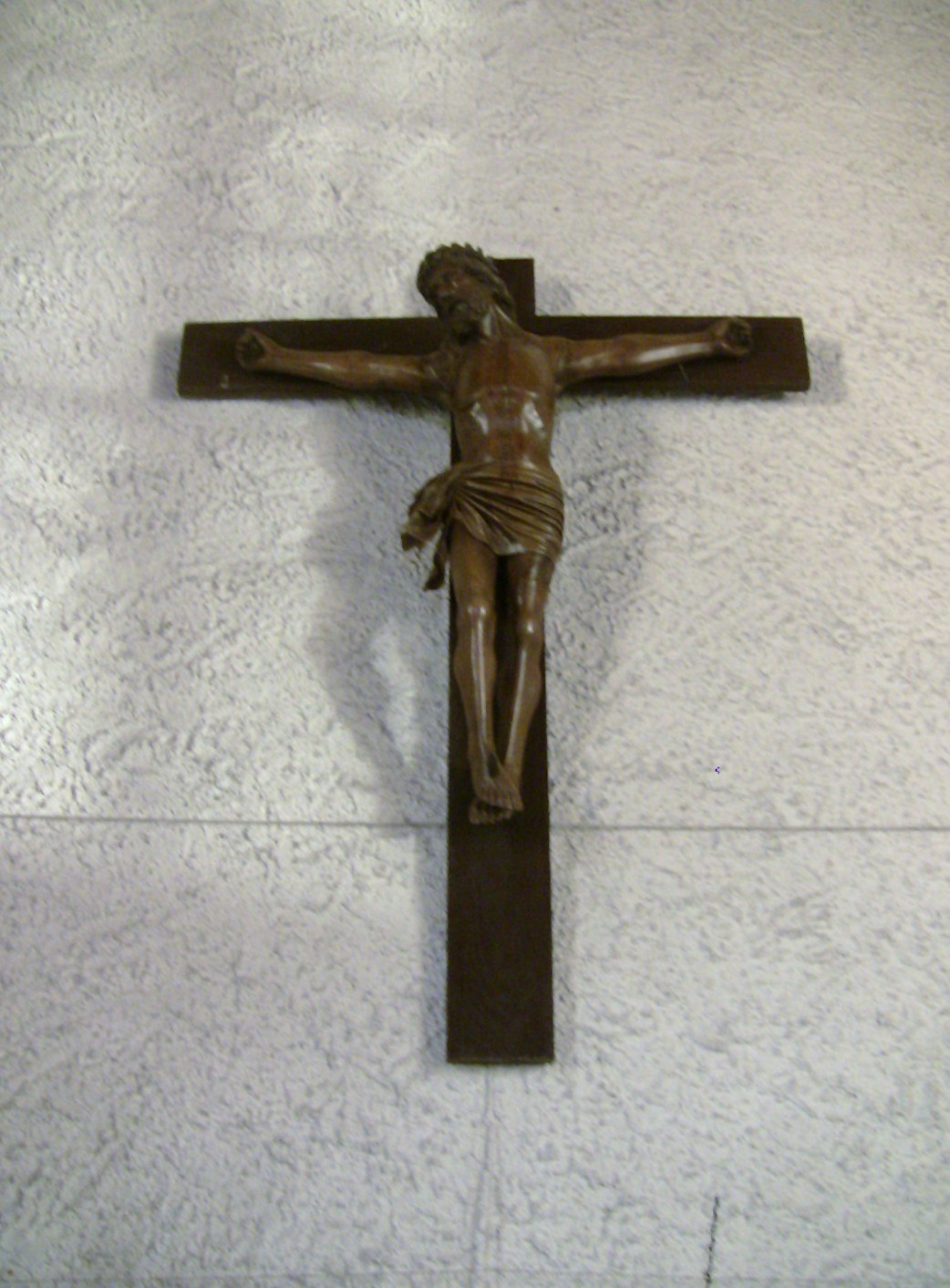
Le crucifix
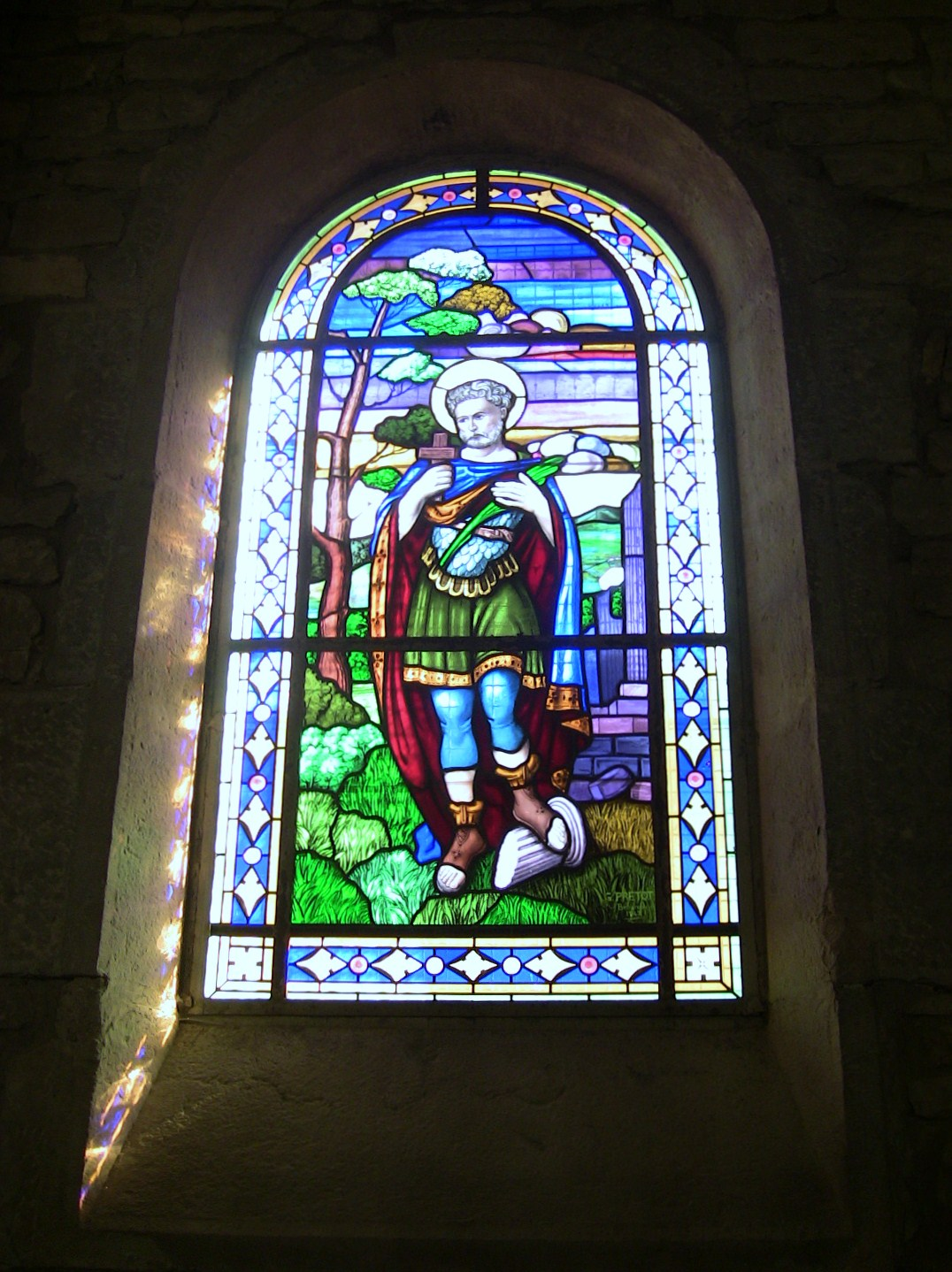
Un vitrail.
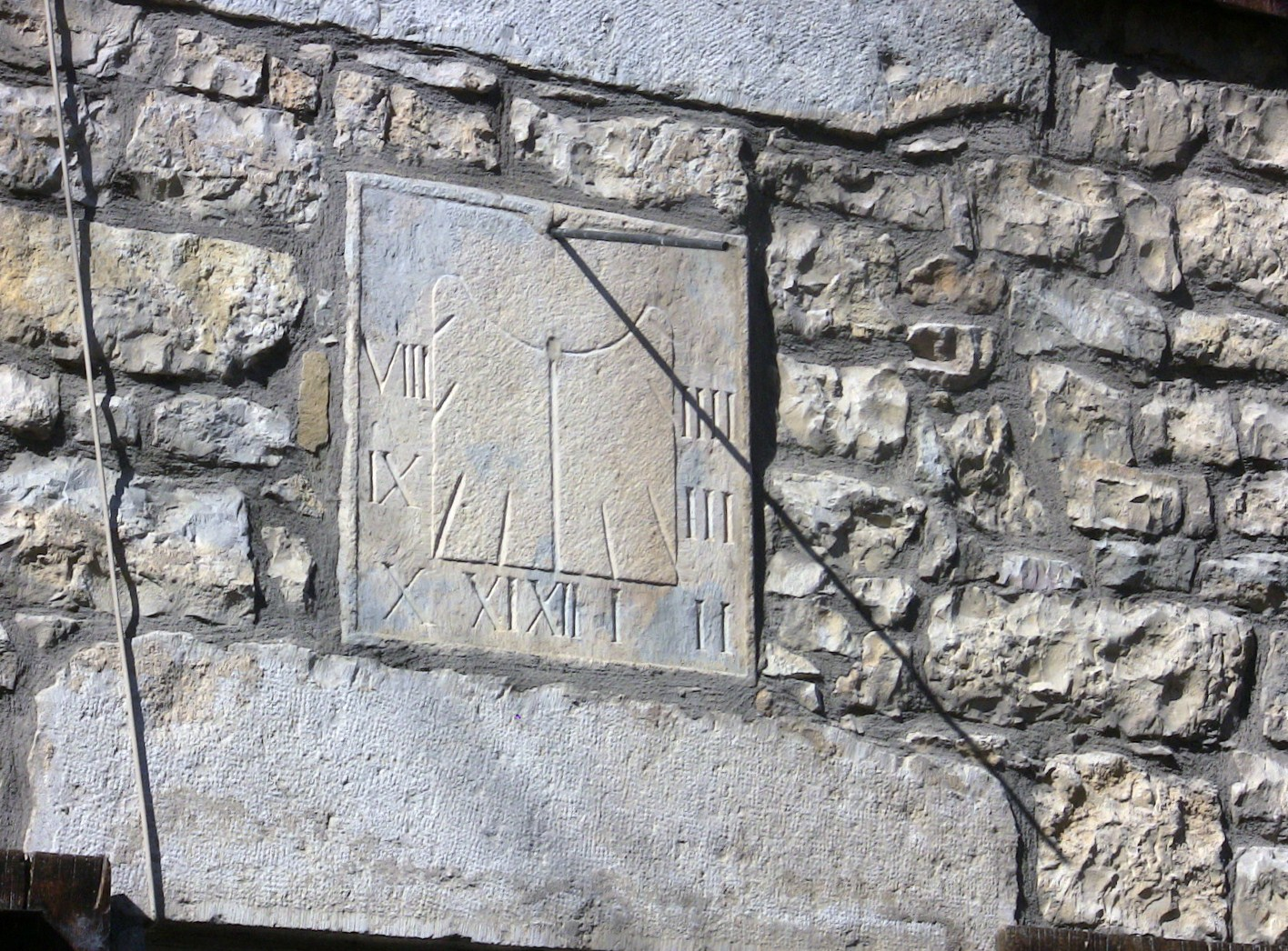
Le cadran solaire.
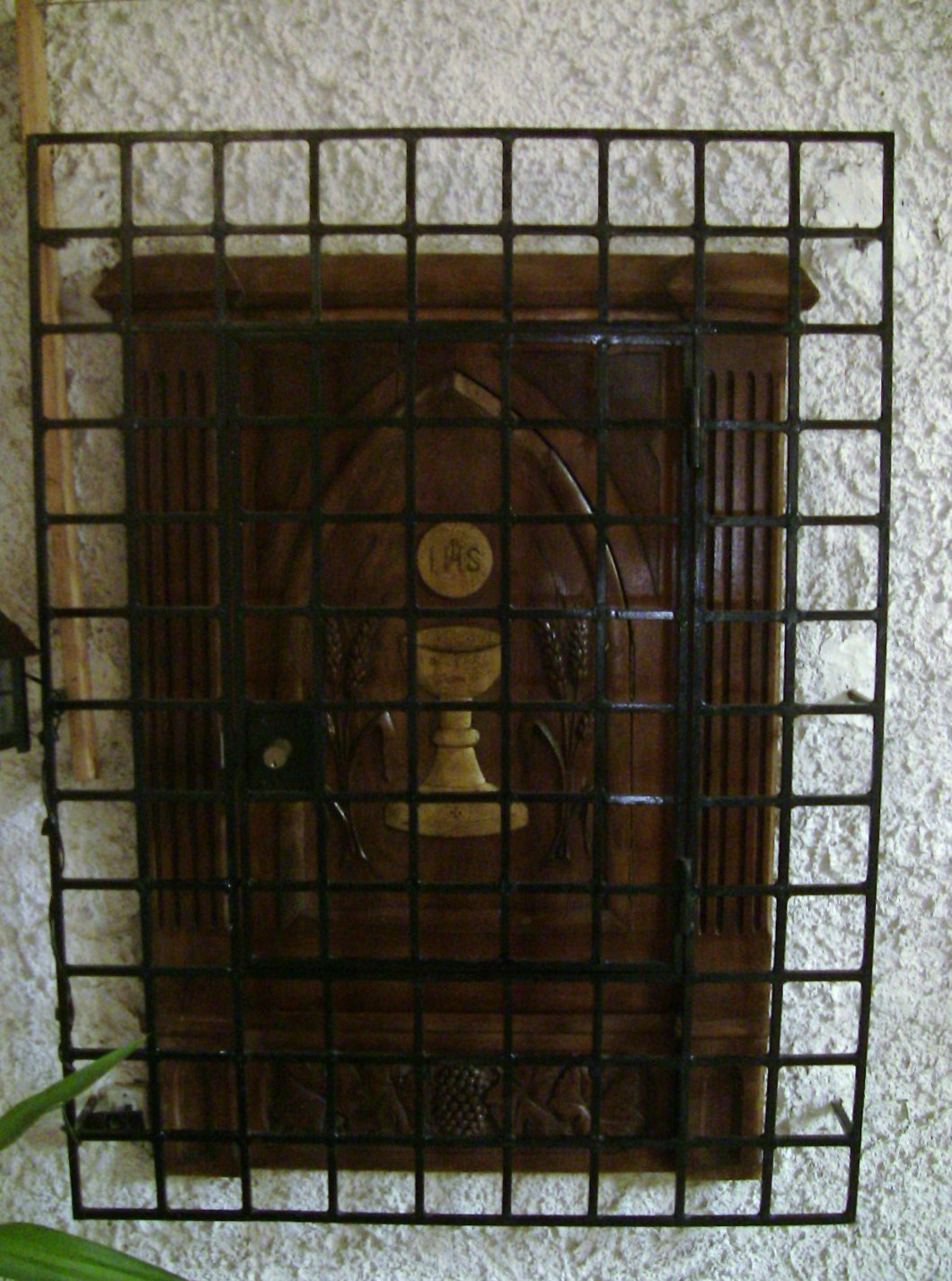
Le tabernacle.
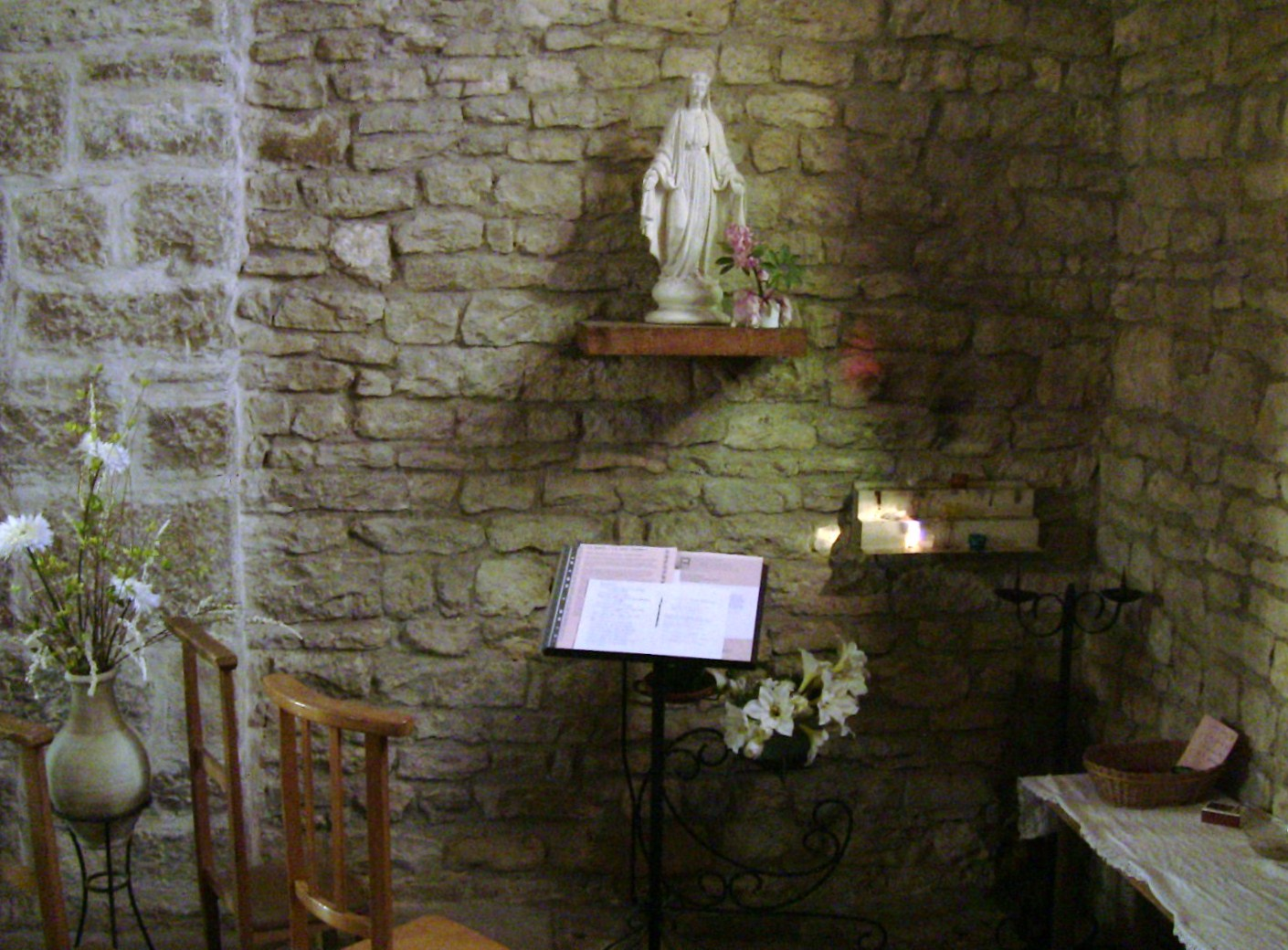
L'intérieur du transept.
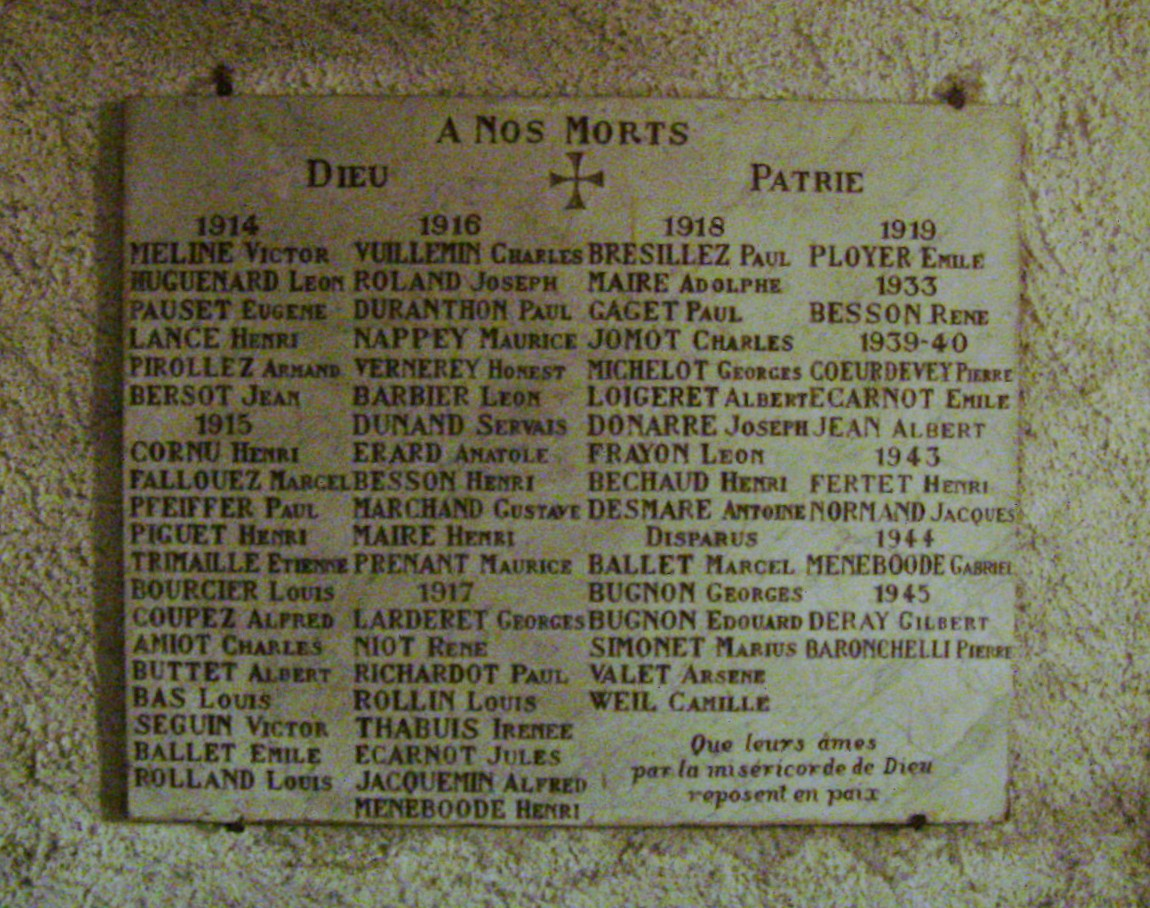
La plaque commémorative.